# Falete
Rafael Ojeda alias Falete est un chanteur espagnol de flamenco et copla, né en 1978 à Séville (Espagne). Dans sa discographie, on trouve des versions de chansons de Bambino, Rocío Jurado, Chavela Vargas ou Paco Ibáñez.

## Biographie
Fils d'une famille d'artistes (son père est membre du groupe musical Cantores de Híspalis), il fait ses débuts à l'âge de 17 ans dans le Teatro Lope de Vega de Séville, dans un hommage à La Chunga. 
Dans les années 1990, il participe à plusieurs événements dans le monde entier (Danzas de España, etc.). Il a été promu par des célébrités comme le journaliste Jesús Quintero.
Il a participé en tant que candidat à la version espagnole de l'émission Splash! (Splash! Famosos al agua).

## Discographie
- 2004 : Amar duele
- 2006 : Puta Mentira
- 2007 : Coplas Que Nos Han Matao
- 2008 : ¿Quién te crees tú?